# Elecciones provinciales de Mendoza de 2023
Las elecciones generales de la provincia de Mendoza de 2023 tuvieron lugar el 24 de septiembre de dicho año, con el objetivo de renovar los cargos de Gobernador y Vicegobernador, así como 24 de los 48 escaños de la Cámara de Diputados, y 19 de los 38 escaños del Senado Provincial, configurando los poderes ejecutivo y legislativo para el período 2023-2027. Los candidatos surgieron de las elecciones Primarias, Abiertas, Simultáneas y Obligatorias (PASO) que se realizaron previamente el domingo 11 de junio.
Las dos principales fuerzas fueron representadas por el oficialista Frente Cambia Mendoza, encabezado por el exgobernador, y senador nacional, Alfredo Cornejo, quien buscaba un segundo mandato; y La Unión Mendocina, encabezada por el diputado nacional Omar De Marchi.

## Renovación legislativa
| Sección Electoral | Cámara de Diputados | Cámara de Diputados | Cámara de Senadores | Cámara de Senadores |
| Sección Electoral | Diputados           | A renovar           | Senadores           | A renovar           |
| ----------------- | ------------------- | ------------------- | ------------------- | ------------------- |
| 1                 | 16                  | 8                   | 12                  | 6                   |
| 2                 | 12                  | 6                   | 10                  | 5                   |
| 3                 | 10                  | 5                   | 8                   | 4                   |
| 4                 | 10                  | 5                   | 8                   | 4                   |
| Total             | 48                  | 24                  | 38                  | 19                  |

## Candidaturas

### Elecciones generales
| Partido/Alianza | Partido/Alianza                                | Partidos integrantes | Candidato a Gobernador | Candidato a Gobernador | Candidato a Vicegobernador | Candidato a Vicegobernador | Ref.                |
| --------------- | ---------------------------------------------- | --- | ---------------------- | ---------------------- | -------------------------- | -------------------------- | ------------------- |
|                 | Cambia Mendoza                                 | Lista - Unión Cívica Radical - Propuesta Republicana - Coalición Cívica ARI - Partido Socialista - Partido Demócrata Progresista - Encuentro Republicano Federal - Republicanos Unidos - Movimiento Libres del Sur - Movimiento de Integración y Desarrollo - Partido Renovador Federal |                        | Alfredo Cornejo        |                            | Hebe Casado                | [ 6 ] [ 7 ] [ 8 ]   |
|                 | La Unión Mendocina                             | Lista - Partido Demócrata - Partido de los Jubilados - Partido Libertario - Unión del Centro Democrático - Partido Nacionalista Constitucional - UNIR - Partido Fe - Unión Popular Federal - Partido Federal - Compromiso Federal - Éxito - Encuentro                                   |                        | Omar De Marchi         |                            | Daniel Orozco              | [ 9 ] [ 10 ] [ 11 ] |
|                 | Elegí Mendoza                                  | Lista - Partido Justicialista - Partido de la Victoria - Partido Comunista - Partido Comunista Revolucionario - Partido Intransigente - La Cámpora - Movimiento Evita - Unidad Popular - Protectora Fuerza Política                                                                     |                        | Omar Parisi            |                            | Lucas Ilardo               | [ 12 ] [ 13 ]       |
|                 | Partido Verde                                  | Partido sin alianza |                        | Mario Vadillo          |                            | Emmanuel Fugazzotto        | [ 14 ] [ 15 ]       |
|                 | Frente de Izquierda y de Trabajadores - Unidad | Lista - Movimiento Socialista de los Trabajadores - Partido de los Trabajadores Socialistas - Partido Obrero |                        | Lautaro Jiménez        |                            | Noelia Barbeito            | [ 16 ]              |

### Primarias
Estos candidatos no recibieron al menos el 3% de los votos válidos en las elecciones primarias para pasar a las elecciones generales, o resultaron derrotados en sus internas partidarias.
| Partido/Alianza | Partido/Alianza                                | Partidos integrantes | Precandidato a Gobernador | Precandidato a Gobernador | Precandidato a Vicegobernador | Precandidato a Vicegobernador | Ref.                 |
| --------------- | ---------------------------------------------- | --- | ------------------------- | ------------------------- | ----------------------------- | ----------------------------- | -------------------- |
|                 | Cambia Mendoza                                 | Lista - Unión Cívica Radical - Propuesta Republicana - Coalición Cívica ARI - Partido Socialista - Partido Demócrata Progresista - Encuentro Republicano Federal - Republicanos Unidos - Movimiento Libres del Sur - Movimiento de Integración y Desarrollo - Partido Renovador Federal |                           | Luis Petri                |                               | Patricia Giménez              | [ 17 ] [ 18 ] [ 19 ] |
|                 | Elegí Mendoza                                  | Lista - Partido Justicialista - Partido de la Victoria - Partido Comunista - Partido Comunista Revolucionario - Partido Intransigente - La Cámpora - Movimiento Evita - Unidad Popular - Protectora Fuerza Política                                                                     |                           | Guillermo Carmona         |                               | Liliana Paponet               | [ 20 ] [ 21 ]        |
|                 | Elegí Mendoza                                  | Lista - Partido Justicialista - Partido de la Victoria - Partido Comunista - Partido Comunista Revolucionario - Partido Intransigente - La Cámpora - Movimiento Evita - Unidad Popular - Protectora Fuerza Política                                                                     | Nicolás Guillén           |                           | Lorena Martin                 | [ 22 ] [ 23 ]                 |                      |
|                 | Elegí Mendoza                                  | Lista - Partido Justicialista - Partido de la Victoria - Partido Comunista - Partido Comunista Revolucionario - Partido Intransigente - La Cámpora - Movimiento Evita - Unidad Popular - Protectora Fuerza Política                                                                     | Alfredo Guevara           |                           | Patricia Galván               | [ 24 ]                        |                      |
|                 | Frente de Izquierda y de Trabajadores - Unidad | Lista - Movimiento Socialista de los Trabajadores - Partido de los Trabajadores Socialistas - Partido Obrero |                           | Víctor da Vila            |                               | Nadya Ortiz Gazzo             | [ 25 ]               |

## Encuestas
| Fecha                           | Encuestadora                | Muestra |       |       |       |       |      | Otros | Blanco | Indecisos | Ventaja |
| ------------------------------- | --------------------------- | ------- | ----- | ----- | ----- | ----- | ---- | ----- | ------ | --------- | ------- |
| Fecha                           | Encuestadora                | Muestra |       |       |       |       |      | Otros | Blanco | Indecisos | Ventaja |
| 24 de septiembre de 2023        | Elecciones generales        | -       | 39,50 | 29,67 | 14,73 | 11,86 | 4,23 | -     | 4,78   | -         | 9,83    |
|                                 |                             |         |       |       |       |       |      |       |        |           |         |
| 10 - 12 de septiembre de 2023   | DC Consultores              | 860     | 31,7  | 32,4  | 10,1  | 4,5   | 1,2  | -     | -      | 20,1      | 0,7     |
| 5 - 11 de septiembre de 2023    | Poliarquía Consultora       | 800     | 36    | 33    | 14    | 4     | 4    | -     | 4      | 4         | 3       |
| 4 - 11 de septiembre de 2023    | Wadio                       | 1.997   | 33,70 | 20,95 | 9,68  | 7,62  | 4,25 | -     | -      | 23,80     | 12,75   |
| 9 - 10 de septiembre de 2023    | Elbio Rodríguez & Asociados | 2.177   | 36,0  | 22,3  | 10,1  | 6,2   | 3,0  | -     | -      | 22,4      | 13,7    |
| 4 - 5 de septiembre de 2023     | Lic. Isuani-Toledo          | 450     | 31,8  | 28,9  | 4,7   | 2,0   | 2,5  | -     | 5,2    | 21,9      | 2,9     |
| 1 - 4 de septiembre de 2023     | CB Consultora               | 1.012   | 32,0  | 25,0  | 12,0  | 5,5   | 2,6  | -     | 7,8    | 15,1      | 13      |
| 27 - 30 de julio de 2023        | DC Consultores              | 970     | 37,4  | 33,1  | 12,0  | 9,7   | 2,2  | -     | -      | -         | 4,3     |
|                                 |                             |         |       |       |       |       |      |       |        |           |         |
| 11 de junio de 2023             | Elecciones primarias        | -       | 49,05 | 23,32 | 17,98 | 5,14  | 4,51 | -     | 6,54   | -         | 25,73   |
|                                 |                             |         |       |       |       |       |      |       |        |           |         |
| 30 de mayo - 1 de junio de 2023 | DC Consultores              | 540     | 60,5  | 15,3  | 17,2  | 4,5   | 2,5  | -     | -      | -         | 43,3    |
| Mayo de 2023                    | Reale Dalla Torre           | -       | 42,0  | 14,5  | 11,9  | 5,5   | 6,2  | -     | 9,7    | 11,0      | 27,5    |
| 5 - 9 de mayo de 2023           | Sociolítica                 | 2.236   | 41,1  | 16,7  | 14,2  | 5,4   | 4,9  | -     | 6,7    | 11,0      | 24,4    |
| 2 - 4 de mayo de 2023           | Diagnóstico y Análisis      | 1.578   | 37,7  | 29,8  | 16,9  | 6,5   | 6,3  | -     | -      | 2,3       | 7,9     |
| 17 - 22 de marzo de 2023        | Reale Dalla Torre           | 1.212   | 41,1  | 12,6  | 16,2  | 5,5   | 2,9  | 0,8   | 8,8    | 12,1      | 24,9    |
| 13 - 18 de marzo de 2023        | Consultora Tendencias       | 541     | 38,1  | 10,9  | 17,5  | 6,3   | 5,6  | -     | 9,9    | 11,7      | 20,6    |
| 6 - 10 de marzo de 2023         | CB Consultora               | 951     | 40,8  | 21,3  | 19,3  | -     | 0,5  | -     | 5,2    | 13        | 21,5    |
|                                 |                             |         |       |       |       |       |      |       |        |           |         |
| 14 de noviembre de 2021         | Elecciones provinciales     | -       | 48,62 | -     | 25,74 | 8,33  | 4,85 | 12,46 | 4,89   | -         | 22,88   |

## Resultados

### Primarias

Resultado de las elecciones primarias por departamento.
Frente Cambia Mendoza (Cornejo)
Frente Cambia Mendoza (Petri)
La Unión Mendocina (De Marchi)
Elegí Mendoza (Parisi)

Las elecciones primarias, abiertas, simultáneas y obligatorias (PASO) tuvieron lugar el 11 de junio de 2023. Se presentaron diez precandidatos a la gobernación por cinco espacios políticos distintos. Para pasar a la elección general, fue requisito sacar más del 3% de los votos, además de ganar la interna del espacio.
|  | 60,77 % |

|  | 49,05 % |

|  | 39,23 % |

|  | 23,32 % |

|  | 43,06 % |

|  | 17,98 % |

|  | 33,25 % |

|  | 17,35 % |

|  | 6,34 % |

|  | 5,15 % |

|  | 76,00 % |

|  | 4,51 % |

|  | 24,00 % |

|  | 87,07 % |

|  | 6,54 % |

|  | 6,40 % |

|  | 66,86 % |

### Gobernador y vicegobernador
|  | 39,51 % |

|  | 29,69 % |

|  | 14,73 % |

|  | 11,84 % |

|  | 4,23 % |

### Cámara de Diputados
| ← 2021 · Cámara de Diputados · 2025 → | ← 2021 · Cámara de Diputados · 2025 →          | ← 2021 · Cámara de Diputados · 2025 → | ← 2021 · Cámara de Diputados · 2025 → | ← 2021 · Cámara de Diputados · 2025 → |
| Partido/Alianza                       | Partido/Alianza                                | Votos                                 | %                                     | Bancas                                |
| ------------------------------------- | ---------------------------------------------- | ------------------------------------- | ------------------------------------- | ------------------------------------- |
|                                       | Cambia Mendoza                                 | 338.917                               | 40,43                                 | 12/24                                 |
|                                       | La Unión Mendocina                             | 224.275                               | 26,75                                 | 8/24                                  |
|                                       | Elegí Mendoza                                  | 131.140                               | 15,64                                 | 3/24                                  |
|                                       | Partido Verde                                  | 101.955                               | 12,16                                 | 1/24                                  |
|                                       | Frente de Izquierda y de Trabajadores - Unidad | 42.039                                | 5,01                                  |                                       |
| Votos afirmativos                     | Votos afirmativos                              | 838.326                               | 82,41                                 |                                       |
| Votos en blanco                       | Votos en blanco                                | 145.056                               | 14,26                                 |                                       |
| Votos nulos                           | Votos nulos                                    | 33.870                                | 3,33                                  |                                       |
| Total de votos                        | Total de votos                                 | 1.017.252                             | 100                                   |                                       |
| Votantes registrados/participación    | Votantes registrados/participación             | 1.488.736                             | 68,33                                 |                                       |
| Fuente:                               |                                                |                                       |                                       |                                       |

#### Resultados por secciones electorales

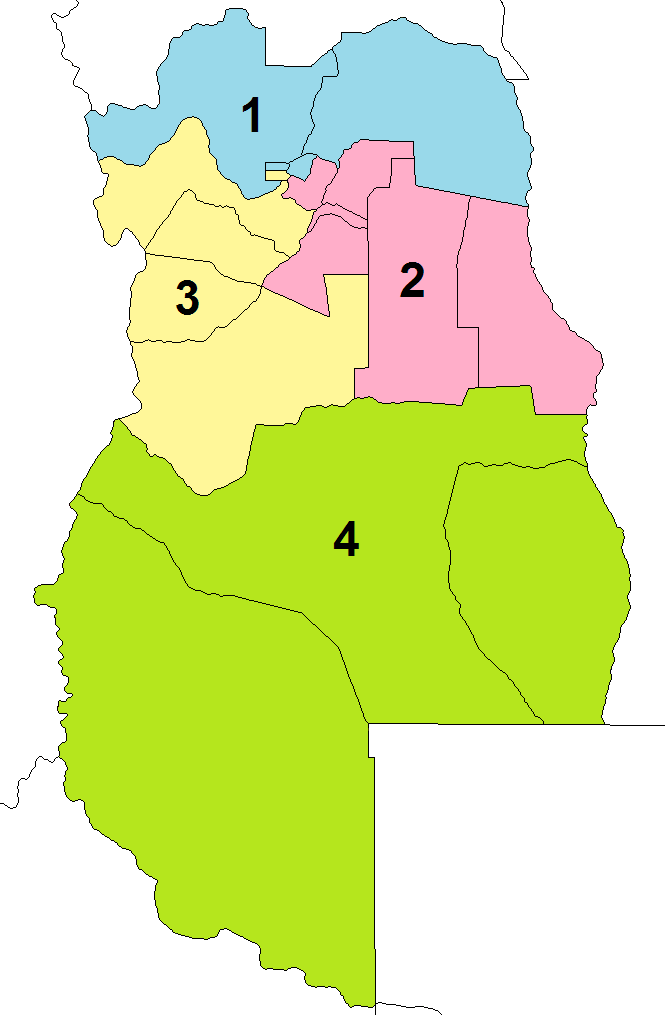
Secciones electorales de Mendoza:
1.ª Sección
2.ª Sección
3.ª Sección
4.ª Sección

| 1.ª Sección Electoral 8 Diputados  | 1.ª Sección Electoral 8 Diputados              | 1.ª Sección Electoral 8 Diputados | 1.ª Sección Electoral 8 Diputados | 1.ª Sección Electoral 8 Diputados | 1.ª Sección Electoral 8 Diputados |
| Partido/Alianza                    | Partido/Alianza                                | Votos                             | %                                 | Bancas                            | Candidatos |
| ---------------------------------- | ---------------------------------------------- | --------------------------------- | --------------------------------- | --------------------------------- | --- |
|                                    | Cambia Mendoza                                 | 123.579                           | 39,48                             | 4/8                               | Ver candidatos: 1. Andrés Lombardi 2. Beatriz Martínez 3. Alberto López 4. Sol Salinas 5. José María Videla 6. Dolores M. Lettelier 7. Julio Totero 8. Johanna Spinelli          |
|                                    | La Unión Mendocina                             | 80.916                            | 25,85                             | 2/8                               | Ver candidatos: 1. Jorge A. Difonso 2. Janina Ortiz 3. José Pedro Caviglia 4. Belén Castillo 5. Santiago Atencio 6. Carolina Montenegro 7. Marcos Russo 8. Marité Cantos         |
|                                    | Partido Verde                                  | 46.007                            | 14,70                             | 1/8                               | Ver candidatos: 1. Mauro Giambastiani 2. Marina Molina 3. Hernán Zumaeta 4. Gilda González 5. Victoria Cadile 6. Guillermo Casrrasco 7. Carlos Daniel Díaz 8. Graciela Salvatore |
|                                    | Elegí Mendoza                                  | 44.947                            | 14,36                             | 1/8                               | Ver candidatos: 1. Verónica Valverde 2. Fabián Miranda 3. Néstor Márquez 4. Yesica Neila 5. Sebastián Brizuela 6. Fernanda Lacoste 7. María C. Romano 8. Sebastián González      |
|                                    | Frente de Izquierda y de Trabajadores - Unidad | 17.535                            | 5,60                              | 0/8                               | Ver candidatos: 1. Macarena Escudero 2. Nicolás Fernández 3. Martín Lecea 4. Gabriela Catalán 5. Laura Espeche 6. Mariano Zartmann 7. Jazmín Jiménez 8. Martín Rodríguez         |
| Votos afirmativos                  | Votos afirmativos                              | 312.984                           | 85,17                             |                                   | |
| Votos en blanco                    | Votos en blanco                                | 41.962                            | 11,42                             |                                   | |
| Votos nulos                        | Votos nulos                                    | 12.524                            | 3,41                              |                                   | |
| Total de votos                     | Total de votos                                 | 367.470                           | 100                               |                                   | |
| Votantes registrados/participación | Votantes registrados/participación             | 539.815                           | 68,07                             |                                   | |
| 2.ª Sección Electoral 6 Diputados  |                                                |                                   |                                   |                                   | |
| Partido/Alianza                    | Partido/Alianza                                | Votos                             | %                                 | Bancas                            | Candidatos |
|                                    | Cambia Mendoza                                 | 84.012                            | 42,38                             | 3/6                               | Ver candidatos: 1. Miguel Ronco 2. Elisabeth Crescitelli 3. Raúl Villach 4. Sandra Astudillo 5. "Emi" Quiroga Bustos 6. Magalí de Carlantonio                                    |
|                                    | La Unión Mendocina                             | 47.305                            | 23,86                             | 2/6                               | Ver candidatos: 1. Gustavo Cairo 2. Cintia Gómez 3. Cecilia Soler 4. Isaac Morales 5. Gastón Speziale 6. Rosa Abraham                                                            |
|                                    | Elegí Mendoza                                  | 34.094                            | 17,20                             | 1/6                               | Ver candidatos: 1. Gabriela Lizana 2. Alberto Roza 3. Juan Pablo Yapura 4. Paul Repetto 5. Eliana Lucero 6. Juan José Vera                                                       |
|                                    | Partido Verde                                  | 22.798                            | 11,50                             | 0/6                               | Ver candidatos: 1. Nicolás Mónaco 2. Griselda Aciar 3. José Alberto Olivares 4. Natalia Mónaco 5. Mariano Sosa 6. Brisa Oviedo                                                   |
|                                    | Frente de Izquierda y de Trabajadores - Unidad | 10.035                            | 5,06                              | 0/6                               | Ver candidatos: 1. Jesica Bustos 2. Arian Lentz 3. Nicolás Cortez 4. Daniela Luna 5. Tupac Coletti Roumec 6. Yanina Ibazeta                                                      |
| Votos afirmativos                  | Votos afirmativos                              | 198.244                           | 78,87                             |                                   | |
| Votos en blanco                    | Votos en blanco                                | 44.715                            | 17,79                             |                                   | |
| Votos nulos                        | Votos nulos                                    | 8.396                             | 3,34                              |                                   | |
| Total de votos                     | Total de votos                                 | 251.355                           | 100                               |                                   | |
| Votantes registrados/participación | Votantes registrados/participación             | 375.056                           | 67,02                             |                                   | |
| 3.ª Sección Electoral 5 Diputados  |                                                |                                   |                                   |                                   | |
| Partido/Alianza                    | Partido/Alianza                                | Votos                             | %                                 | Bancas                            | Candidatos |
|                                    | Cambia Mendoza                                 | 88.548                            | 40,64                             | 3/5                               | Ver candidatos: 1. Érica Pulido 2. César Cattaneo 3. M. Eugenia de Marchi 4. Alejandro Verón 5. Mirian Lusso                                                                     |
|                                    | La Unión Mendocina                             | 66.669                            | 30,60                             | 2/5                               | Ver candidatos: 1. Rolando Scanio 2. Stella Maris Huczak 3. Nancy Micheletti 4. Marcelo Linares 5. Daniel Elías                                                                  |
|                                    | Elegí Mendoza                                  | 26.296                            | 12,07                             | 0/5                               | Ver candidatos: 1. Marisa Garnica 2. Jonathan Palacios 3. Martín Hinojosa 4. Sonia Quiroga 5. Pablo Ferrari                                                                      |
|                                    | Partido Verde                                  | 25.649                            | 11,77                             | 0/5                               | Ver candidatos: 1. Agostina Barbosa 2. Leonardo Veragua 3. Liliana Berón 4. Daniel González 5. Luis Gómez                                                                        |
|                                    | Frente de Izquierda y de Trabajadores - Unidad | 10.704                            | 4,91                              | 0/5                               | Ver candidatos: 1. Rafael Sosa 2. Giulia Pigliónico 3. Raquel Blas 4. Santiago Clement 5. Olinda Carrizo                                                                         |
| Votos afirmativos                  | Votos afirmativos                              | 217.866                           | 83,59                             |                                   | |
| Votos en blanco                    | Votos en blanco                                | 34.704                            | 13,32                             |                                   | |
| Votos nulos                        | Votos nulos                                    | 8.065                             | 3,09                              |                                   | |
| Total de votos                     | Total de votos                                 | 260.635                           | 100                               |                                   | |
| Votantes registrados/participación | Votantes registrados/participación             | 357.217                           | 72,96                             |                                   | |
| 4.ª Sección Electoral 5 Diputados  |                                                |                                   |                                   |                                   | |
| Partido/Alianza                    | Partido/Alianza                                | Votos                             | %                                 | Bancas                            | Candidatos |
|                                    | Cambia Mendoza                                 | 42.778                            | 39,16                             | 2/5                               | Ver candidatos: 1. Silvina Gómez 2. Franco Ambrosini 3. Lucas Villar 4. Paulina Sánchez 5. Javier Cáceres                                                                        |
|                                    | La Unión Mendocina                             | 29.385                            | 26,90                             | 2/5                               | Ver candidatos: 1. Jimena Cogo 2. Edgardo Civit Evans 3. Daniel López Zamogilny 4. Cecilia López 5. Daiana Varas Castro                                                          |
|                                    | Elegí Mendoza                                  | 25.803                            | 23,62                             | 1/5                               | Ver candidatos: 1. Germán Gómez 2. Cristina da Dalt 3. Facundo Chaca 4. Yanela Medina 5. Javier Muñoz                                                                            |
|                                    | Partido Verde                                  | 7.501                             | 6,87                              | 0/5                               | Ver candidatos: 1. Raúl González 2. Araceli Berón 3. Claudio Ruiz 4. Gladys Estrella 5. Alejandro Contreras                                                                      |
|                                    | Frente de Izquierda y de Trabajadores - Unidad | 3.765                             | 3,45                              | 0/5                               | Ver candidatos: 1. Victoria di Natale 2. Giuliano Scalia 3. Bautista Franco 4. Lihuén Albornoz 5. Uriel Franco Alcaya                                                            |
| Votos afirmativos                  | Votos afirmativos                              | 109.232                           | 79,27                             |                                   | |
| Votos en blanco                    | Votos en blanco                                | 23.675                            | 17,18                             |                                   | |
| Votos nulos                        | Votos nulos                                    | 4.885                             | 3,55                              |                                   | |
| Total de votos                     | Total de votos                                 | 137.792                           | 100                               |                                   | |
| Votantes registrados/participación | Votantes registrados/participación             | 216.648                           | 63,60                             |                                   | |

### Cámara de Senadores
| ← 2021 · Cámara de Senadores · 2025 → | ← 2021 · Cámara de Senadores · 2025 →          | ← 2021 · Cámara de Senadores · 2025 → | ← 2021 · Cámara de Senadores · 2025 → | ← 2021 · Cámara de Senadores · 2025 → |
| Partido/Alianza                       | Partido/Alianza                                | Votos                                 | %                                     | Bancas                                |
| ------------------------------------- | ---------------------------------------------- | ------------------------------------- | ------------------------------------- | ------------------------------------- |
|                                       | Cambia Mendoza                                 | 341.266                               | 40,52                                 | 10/19                                 |
|                                       | La Unión Mendocina                             | 225.773                               | 26,81                                 | 5/19                                  |
|                                       | Elegí Mendoza                                  | 131.290                               | 15,59                                 | 3/19                                  |
|                                       | Partido Verde                                  | 102.039                               | 12,12                                 | 1/19                                  |
|                                       | Frente de Izquierda y de Trabajadores - Unidad | 41.790                                | 4,96                                  |                                       |
| Votos afirmativos                     | Votos afirmativos                              | 842.158                               | 82,79                                 |                                       |
| Votos en blanco                       | Votos en blanco                                | 141.164                               | 13,88                                 |                                       |
| Votos nulos                           | Votos nulos                                    | 33.930                                | 3,34                                  |                                       |
| Total de votos                        | Total de votos                                 | 1.017.252                             | 100                                   |                                       |
| Votantes registrados/participación    | Votantes registrados/participación             | 1.488.736                             | 68,33                                 |                                       |
| Fuente:                               |                                                |                                       |                                       |                                       |

#### Resultados por secciones electorales
| 1.ª Sección Electoral 6 Senadores  | 1.ª Sección Electoral 6 Senadores              | 1.ª Sección Electoral 6 Senadores | 1.ª Sección Electoral 6 Senadores | 1.ª Sección Electoral 6 Senadores | 1.ª Sección Electoral 6 Senadores |
| Partido/Alianza                    | Partido/Alianza                                | Votos                             | %                                 | Bancas                            | Candidatos |
| ---------------------------------- | ---------------------------------------------- | --------------------------------- | --------------------------------- | --------------------------------- | --- |
|                                    | Cambia Mendoza                                 | 123.836                           | 39,42                             | 3/6                               | Ver candidatos: 1. Marcelino Iglesias 2. Natacha Eisenchlas 3. Oscar Sevilla 4. Josefina Canale 5. Paula Zelaya 6. Jesús Medina           |
|                                    | La Unión Mendocina                             | 81.598                            | 25,98                             | 1/6                               | Ver candidatos: 1. Marcos Quattrini 2. Victoria Abihaggle 3. Priscila Maturano 4. Adolfo Innocente 5. Clara Portabella 6. Federico Ábalos |
|                                    | Partido Verde                                  | 46.080                            | 14,67                             | 1/6                               | Ver candidatos: 1. Dugar Chappel 2. Stella Días 3. Pablo Alcalá 4. Gimena Campos 5. Natacha Becerra 6. Mauricio Jesús Orefice             |
|                                    | Elegí Mendoza                                  | 45.305                            | 14,42                             | 1/6                               | Ver candidatos: 1. Félix González 2. Mary López 3. Mariana Santander 4. Pablo Soloa 5. Lía Álvarez 6. Gustavo Saua                        |
|                                    | Frente de Izquierda y de Trabajadores - Unidad | 17.291                            | 5,50                              | 0/6                               | Ver candidatos: 1. Marcia Marianetti 2. Carlos Espeche 3. Marta Bernabeu 4. Esteban Fabre 5. Héctor Mollo 6. Ester Chilaca                |
| Votos afirmativos                  | Votos afirmativos                              | 314.110                           | 85,48                             |                                   | |
| Votos en blanco                    | Votos en blanco                                | 40.804                            | 11,10                             |                                   | |
| Votos nulos                        | Votos nulos                                    | 12.556                            | 3,42                              |                                   | |
| Total de votos                     | Total de votos                                 | 367.470                           | 100                               |                                   | |
| Votantes registrados/participación | Votantes registrados/participación             | 539.815                           | 68,07                             |                                   | |
| 2.ª Sección Electoral 5 Senadores  |                                                |                                   |                                   |                                   | |
| Partido/Alianza                    | Partido/Alianza                                | Votos                             | %                                 | Bancas                            | Candidatos |
|                                    | Cambia Mendoza                                 | 84.298                            | 42,36                             | 3/5                               | Ver candidatos: 1. María Mercedes Rus 2. David Sáez 3. María Galiñares 4. Sergio Márquez 5. Magalí Cozzari                                |
|                                    | La Unión Mendocina                             | 47.925                            | 24,08                             | 1/5                               | Ver candidatos: 1. Armando Magistretti 2. Luz D'Angelo 3. Claudio Díaz 4. María Fernanda Ferro 5. Silvina González Suñer                  |
|                                    | Elegí Mendoza                                  | 33.909                            | 17,04                             | 1/5                               | Ver candidatos: 1. Duilio Pezzutti 2. Rosario del Carmen Edid 3. Florencia Canali 4. Juan Manuel Serrano 5. Valeria Barros                |
|                                    | Partido Verde                                  | 22.846                            | 11,48                             | 0/5                               | Ver candidatos: 1. Lucas Montero 2. Margarita Coniglione 3. Nicolás Arce 4. Claudia Carchet 5. "Maxi" Muñoz                               |
|                                    | Frente de Izquierda y de Trabajadores - Unidad | 10.043                            | 5,05                              | 0/5                               | Ver candidatos: 1. Walter Lentz 2. Virginia Pescarmona 3. José Soto 4. Verónica Paiz 5. Mario Luna                                        |
| Votos afirmativos                  | Votos afirmativos                              | 199.021                           | 79,18                             |                                   | |
| Votos en blanco                    | Votos en blanco                                | 43.918                            | 17,47                             |                                   | |
| Votos nulos                        | Votos nulos                                    | 8.416                             | 3,35                              |                                   | |
| Total de votos                     | Total de votos                                 | 251.355                           | 100                               |                                   | |
| Votantes registrados/participación | Votantes registrados/participación             | 375.056                           | 67,02                             |                                   | |
| 3.ª Sección Electoral 4 Senadores  |                                                |                                   |                                   |                                   | |
| Partido/Alianza                    | Partido/Alianza                                | Votos                             | %                                 | Bancas                            | Candidatos |
|                                    | Cambia Mendoza                                 | 89.335                            | 40,86                             | 2/4                               | Ver candidatos: 1. Gustavo Soto 2. Yamel Ases 3. Diego Arenas 4. Cecilia Páez                                                             |
|                                    | La Unión Mendocina                             | 66.735                            | 30,52                             | 2/4                               | Ver candidatos: 1. Ariel Pringles 2. Flavia Manoni 3. Patricio Civit 4. Gisella Talquenca                                                 |
|                                    | Elegí Mendoza                                  | 26.296                            | 12,03                             | 0/4                               | Ver candidatos: 1. Marisa Uceda 2. Julio Andrada 3. Julio César Bellido 4. Sandra Castro                                                  |
|                                    | Partido Verde                                  | 25.650                            | 11,73                             | 0/4                               | Ver candidatos: 1. Manuel Verdaguer 2. Marcela Quiroga 3. María Ángela Carrasco 4. Mauricio Molina                                        |
|                                    | Frente de Izquierda y de Trabajadores - Unidad | 10.636                            | 4,86                              | 0/4                               | Ver candidatos: 1. Juan Passini 2. Lorena Recabarren 3. Marina Quiroga 4. Hugo Ávila                                                      |
| Votos afirmativos                  | Votos afirmativos                              | 218.652                           | 83,89                             |                                   | |
| Votos en blanco                    | Votos en blanco                                | 33.922                            | 13,02                             |                                   | |
| Votos nulos                        | Votos nulos                                    | 8.061                             | 3,09                              |                                   | |
| Total de votos                     | Total de votos                                 | 260.635                           | 100                               |                                   | |
| Votantes registrados/participación | Votantes registrados/participación             | 357.217                           | 72,96                             |                                   | |
| 4.ª Sección Electoral 4 Senadores  |                                                |                                   |                                   |                                   | |
| Partido/Alianza                    | Partido/Alianza                                | Votos                             | %                                 | Bancas                            | Candidatos |
|                                    | Cambia Mendoza                                 | 43.797                            | 39,68                             | 2/4                               | Ver candidatos: 1. Walther Marcolini 2. María Laura Sainz 3. Luis Roberto Fiochi 4. Agustina Perdiguez                                    |
|                                    | La Unión Mendocina                             | 29.515                            | 26,74                             | 1/4                               | Ver candidatos: 1. Martín Rostand 2. Antonella Narambuena 3. Cecilia Ariet Guevara 4. Fernando Morales de Vedia                           |
|                                    | Elegí Mendoza                                  | 25.780                            | 23,36                             | 1/4                               | Ver candidatos: 1. Mauricio Sat 2. Hilda Quiroga 3. Raúl Guerra 4. Susana Belloso                                                         |
|                                    | Partido Verde                                  | 7.463                             | 6,76                              | 0/4                               | Ver candidatos: 1. Gerardo García 2. Romina Molina 3. José Aciar 4. Noemí Zabala                                                          |
|                                    | Frente de Izquierda y de Trabajadores - Unidad | 3.820                             | 3,46                              | 0/4                               | Ver candidatos: 1. Hernán Pujol 2. Alejandra Guillén 3. Velia Bustos 4. José Castro                                                       |
| Votos afirmativos                  | Votos afirmativos                              | 110.375                           | 80,10                             |                                   | |
| Votos en blanco                    | Votos en blanco                                | 22.520                            | 16,34                             |                                   | |
| Votos nulos                        | Votos nulos                                    | 4.897                             | 3,55                              |                                   | |
| Total de votos                     | Total de votos                                 | 137.792                           | 100                               |                                   | |
| Votantes registrados/participación | Votantes registrados/participación             | 216.648                           | 63,60                             |                                   | |